# Бене (коммуна)
Бене́ (фр. Bénaix, окс. Benais) — коммуна во Франции, находится в регионе Окситания. Департамент коммуны — Арьеж. Входит в состав кантона Лавлане. Округ коммуны — Фуа.
Код INSEE коммуны — 09051.

## Население
Население коммуны на 2008 год составляло 154 человека.
| 1962 | 1968 | 1975 | 1982 | 1990 | 1999 | 2006 | 2008 |
| ---- | ---- | ---- | ---- | ---- | ---- | ---- | ---- |
| 130  | 130  | 153  | 150  | 178  | 164  | 151  | 154  |

## Экономика
В 2007 году среди 98 человек в трудоспособном возрасте (15—64 лет) 64 были экономически активными, 34 — неактивными (показатель активности — 65,3 %, в 1999 году было 73,8 %). Из 64 активных работали 62 человека (33 мужчины и 29 женщин), безработными были 2 мужчин. Среди 34 неактивных 8 человек были учащимися или студентами, 15 — пенсионерами, 11 были неактивными по другим причинам.